# المراقب (فلم 2000)
المراقب (بالإنجليزية: The Watcher) فيلم إثارة أمريكي لعام 2000 من إخراج جو شربانيك وبطولة جيمس سبادر وماريسا تومي وكيانو ريفز. تدور أحداث الفيلم في شيكاغو حول عميل متقاعد من مكتب التحقيقات الفيدرالي يتعرض للمطاردة والتهكم من قاتل متسلسل.

## طاقم التمثيل
- جيمس سبيدر: في دور عميل مكتب التحقيقات الفدرالي (جويل كامبل)
- ماريسا تومي: في دور د. بولي بيلمان (الطبيبة النفسية)
- كيانو ريفز: في دور ديفيد ألن جريفين
- إيرني هدسون: في دور العميل الخاص لمكتب التحقيقات الفيدرالي المسؤول (مايك إبي)
- كريس إليس: في دور المحقق هوليس ماكي
- روبرت سيتشيني: في دور العميل الخاص لمكتب التحقيقات الفيدرالي (ميتش كاسبر)
- إيفون نيامي: في دور العميل الخاص لمكتب التحقيقات الفدرالي (ليزا أنطون)
- ريبيكا لويز سميث: في دور إيلي بكنر (ضحية شيكاغو الثانية)
- جيني ماكشين: في دور ديانا
- جينا الكسندر: في دور شارون
- جو سيكورا: في دور متزلج

## أحداث الفيلم
في لوس أنجلوس، يتأخر العميل الخاص لمكتب التحقيقات الفيدرالي جويل كامبل لحظات لإنقاذ امرأة شابة من قاتل متسلسل كان يحقق معه، لكنه يهرب. ترك كامبل وظيفته وانتقل إلى شيكاغو حيث يعاني من الصداع النصفي الناجم عن الشعور بالذنب. يحضر كامبل جلسات العلاج مع الدكتورة بولي بيلمان ولكن بخلاف ذلك ليس لديه أصدقاء أو حياة اجتماعية.
علم كامبل أن امرأة كانت تعيش في المبنى الذي يسكن فيه قد قُتلت. لم ينتبه كثيرًا حتى فتح بريده ووجد أن صورة المرأة قد أُرسلت إلى شقته قبل ثلاثة أيام من القتل. لقد لفت انتباه المحقق في القضية، ماكي، إلى هذه المعلومات، وتوصل إلى نتيجة مفادها أن نفس القاتل المتسلسل قد وصل إلى شيكاغو. يحاول الوكيل الخاص المسؤول في مكتب التحقيقات الفيدرالي إيبي إقناع كامبل بالعودة إلى القضية لكنه يرفض.
في إحدى الليالي، يتلقى كامبل مكالمة هاتفية من القاتل ديفيد ألين جريفين، الذي يكشف أنه تبع كامبل إلى شيكاغو ويريد إعادة بناء "العلاقة" التي كانت بينهما من قبل. أخبر غريفين كامبل أنه سيرسل صورة لامرأة في الصباح وأن أمام كامبل حتى الساعة 9:00 مساءً في تلك الليلة للعثور عليها. أخبر كامبل إيبي أنه يريد العودة إلى القضية وتم قبول طلبه.
ديفيد ألين جريفين قاتل هادئ، يختار ضحيته أنثى ويدرسها مرارًا وتكرارًا لأسابيع حتى يعرف روتينها بأدق التفاصيل، ويقوم باستعدادات دقيقة باستخدام معرفته بالطب الشرعي للدخول عندما تكون وحيدة تمامًا، ويخضعها، ويدير موتًا معذبًا طويلًا. يصاب عميل مكتب التحقيقات الفدرالي جويل كامبل بالإحباط الشديد بسبب فشله في القبض على جريفين في لوس أنجلوس، لدرجة أنه يستقيل من مكتب التحقيقات الفيدرالي، وينتقل إلى شيكاغو، ويبدأ في العلاج النفسي، حيث انه غير قادر على العمل بشكل طبيعي، ثم يدرك، عند فتح بريده بعد فترة طويلة لم يفتحه، ليجد خطاب من جريفين يطلعه على ضحية جريمة قتل جديدة.
يقوم كامبل بإبلاغ الشرطة بذلك، لكنه غير مستعد للانضمام إليهم في البحث، مما يشير إلى أن غريفين ذكي للغاية؛ ومع ذلك فهو لن يتمكن من الفرار بهذه السهولة.

## استقبال الفيلم
شباك التذاكر
تصدر الفيلم شباك التذاكر في أمريكا الشمالية، حيث حقق 9.062.295 دولارًا أمريكيًا في عطلة نهاية الأسبوع الافتتاحية. كانت عطلة نهاية الأسبوع من 15 إلى 17 سبتمبر 2000 من أسوأ شباك التذاكر منذ الثمانينيات، فقد حقق الفيلم انخفاضًا بنسبة 36 ٪ في إجمالي الأرباح في الأسبوع التالي، لكن كان هذا كافياً لاستمرار الفيلم في الصدارة. بلغ إجمالي الناتج المحلي الإجمالي 28.946.615 دولار.
الاستقبال النقدي
تم انتقاد الفيلم بشكل حاسم حيث حصل على تقييم قدره 11% فقط على موقع الطماطم الفاسدة وذلك بناء على آراء 90 ناقد سينمائي.
ترشح كيانو ريفز لجائزة «رازي Razzie Award» كأفضل ممثل مساعد عن أدائه، لكنه خسرها.

## وصلات خارجية
- مقالات تستعمل روابط فنية بلا صلة مع ويكي بيانات